# ムンドゥット寺院
ムンドゥット寺院（ムンドゥットじいん、チャンディ・ムンドゥット、ジャワ語: ꦕꦤ꧀ꦝꦶꦩꦼꦤ꧀ꦢꦸꦠ꧀, Candhi Mendut、尼: Candi Mendut）は、インドネシア中部ジャワ州マゲラン県ムンキッドの村ムンドゥットに位置する仏教寺院遺跡である。この寺院は、1991年にボロブドゥール寺院遺跡群として国際連合教育科学文化機関（ユネスコ、UNESCO）の世界遺産（文化遺産）に登録された寺院遺跡の1つであり、ボロブドゥール寺院の東約3キロメートル (2.9km) に位置し、仏教寺院であるボロブドゥール寺院、パウォン寺院、ムンドゥット寺院は、すべて一直線上にある。この3寺院には互いに宗教的な関連があるとされるが、祭祀の過程については明らかでない。

## 歴史

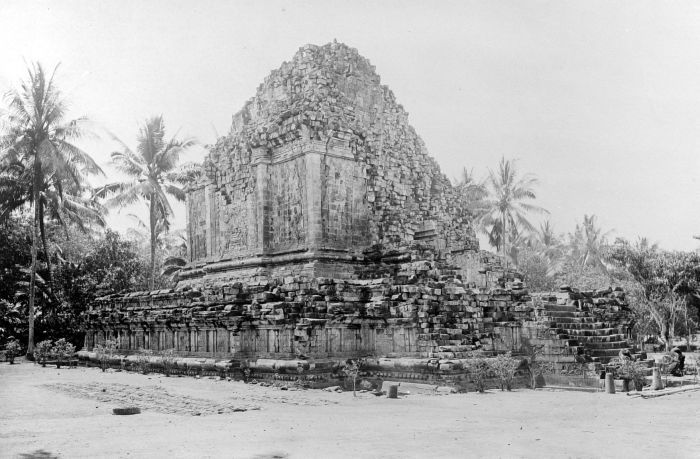
修復前のムンドゥット寺院遺跡（1880年）

ボロブドゥール寺院、パウォン寺院、ムンドゥット寺院が直線上に位置する

ムンドゥット寺院は、8世紀末-9世紀初頭（780-830年頃〈790-800年頃〉）に建立され、パウォン寺院やボロブドゥール寺院を含む3寺院のうち最も古い寺院であるともいわれる。西暦824年のカランテンガ碑文に、ヴェヌヴァナ（梵: Veṇuvana、「竹林」の意）という寺院の建立について記されているが、オランダの考古学者カスパリス (J. G. de Casparis) はこれをムンドゥット寺院と同定した。この碑文により、寺院はシャイレーンドラ朝の王インドラ（ダラニンドラ〈782-812年頃〉）の治世のうちに建立されたとする。その後、この仏教寺院は増拡により改変されており、かつての構造物は現存する主祠堂に内包される。ムンドゥット寺院の主祠堂からは、ボロブドゥール寺院に見られるカウィ文字と同様の書体で、偈（げ）の一部を記した碑文が発見されている。
1836年に発見されたムンドゥット寺院の寺苑一帯は、ムラピ山の火山灰によると思われる泥土に覆われていた。寺院の修復は1897年にオランダ領東インドの植民地政府により開始され、クロムらにより1904年にかけて、基壇と身舎壁体部の復元が行なわれた。その後、1908年より考古学者ファン・エルプのもとで修復され、事業は一時資金不足により中断したが1925年より再開されたことで終了した。

## 構成

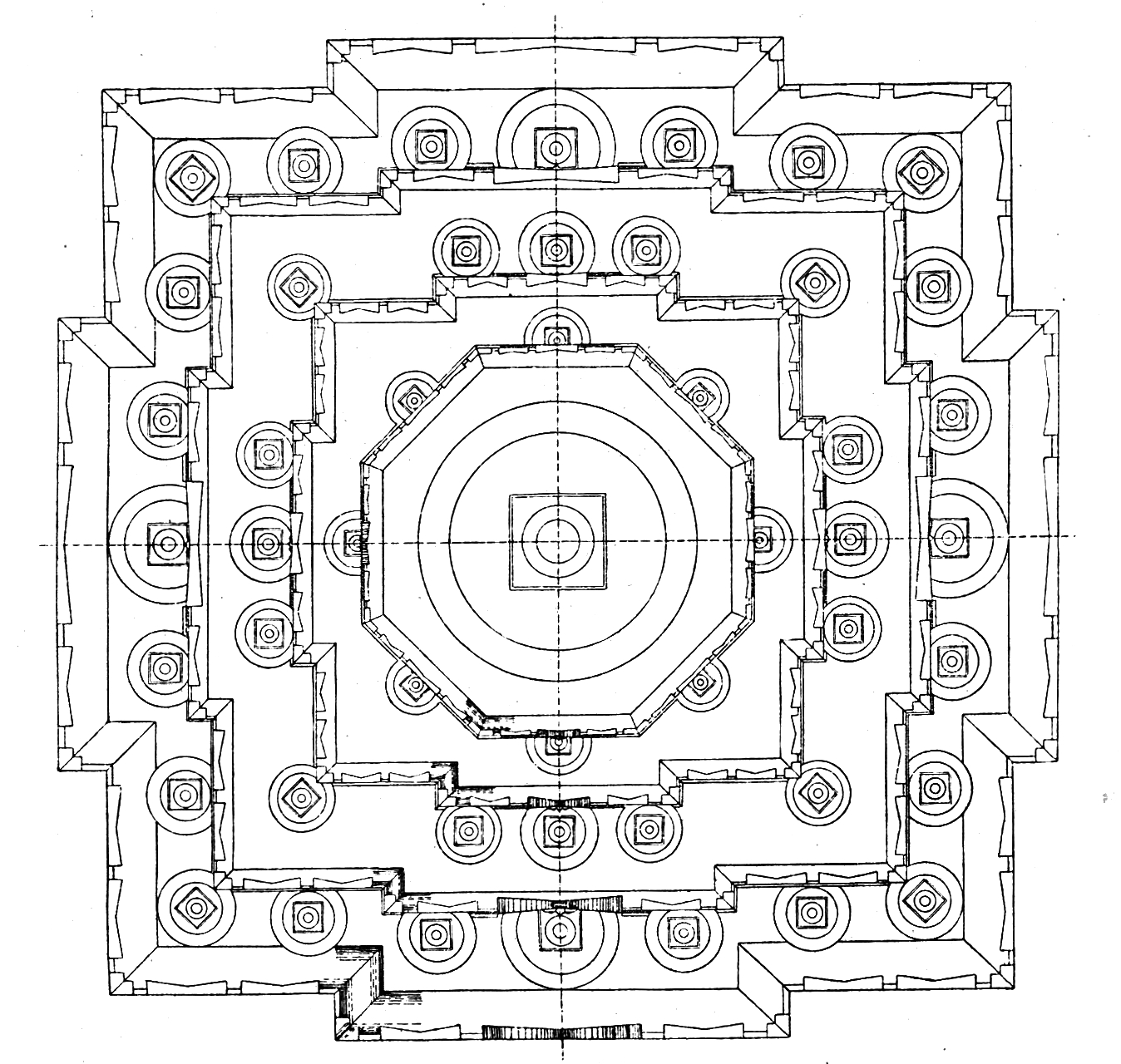
主祠堂の屋蓋平面図

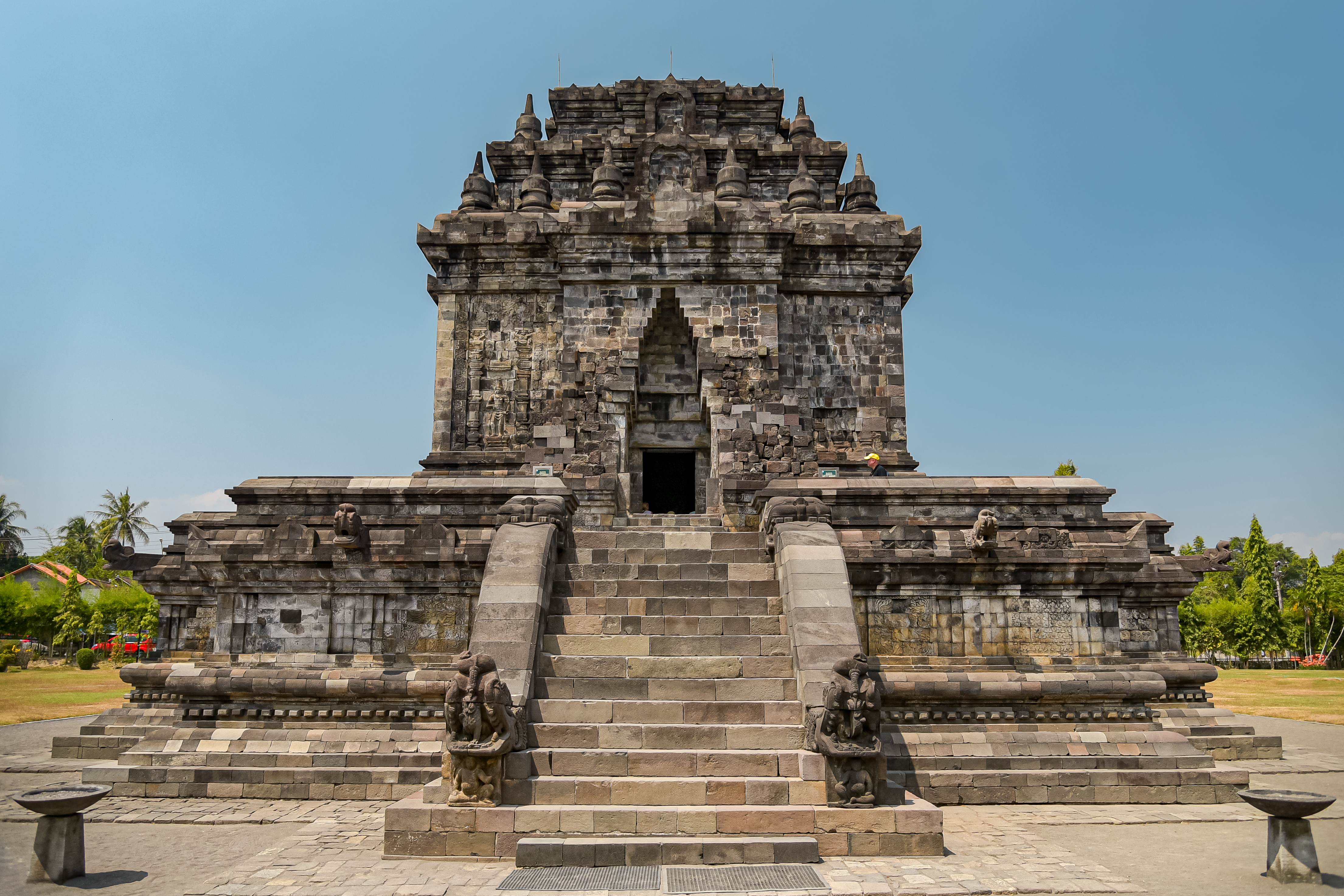
ムンドゥット寺院の主祠堂正面

ムンドゥット寺院の遺構は、50×110メートルの寺苑の南側にあり、かつて北側には木造のヴィハーラ（梵: Vihāra、僧院）があったとされる。現存する主祠堂の基壇は幅24メートル、奥行き28メートルの曲折した方形で、基壇の高さは約3.5メートル (3.7m) である。頂部は失われていたが、現在は修復が完了して全高26.4メートルとなる寺院の上部は、48を数える仏塔（ストゥーパ）飾りにより装飾されている。
寺院は西（北西）向きで、西（北西）側には突き出た階段があり、両側にマカラが備えられる。

### 階段外壁
階段の側面には仏教の教えを説き、寓話として動物の物語を描写する「ジャータカ」からの浮き彫りなどが刻まれている。南（南西）の外壁には、方形の5面と三角形の2面の浮き彫りが上・中・下段にあり、北（北東）の外壁は、方形の6面と三角形の3面の浮き彫りが全4段にある。このうち南西壁の4面、北東壁の2面が「ジャータカ」より比定されるほか、それ以外の物語に比定される浮き彫りも認められる。

#### 階段南西壁面

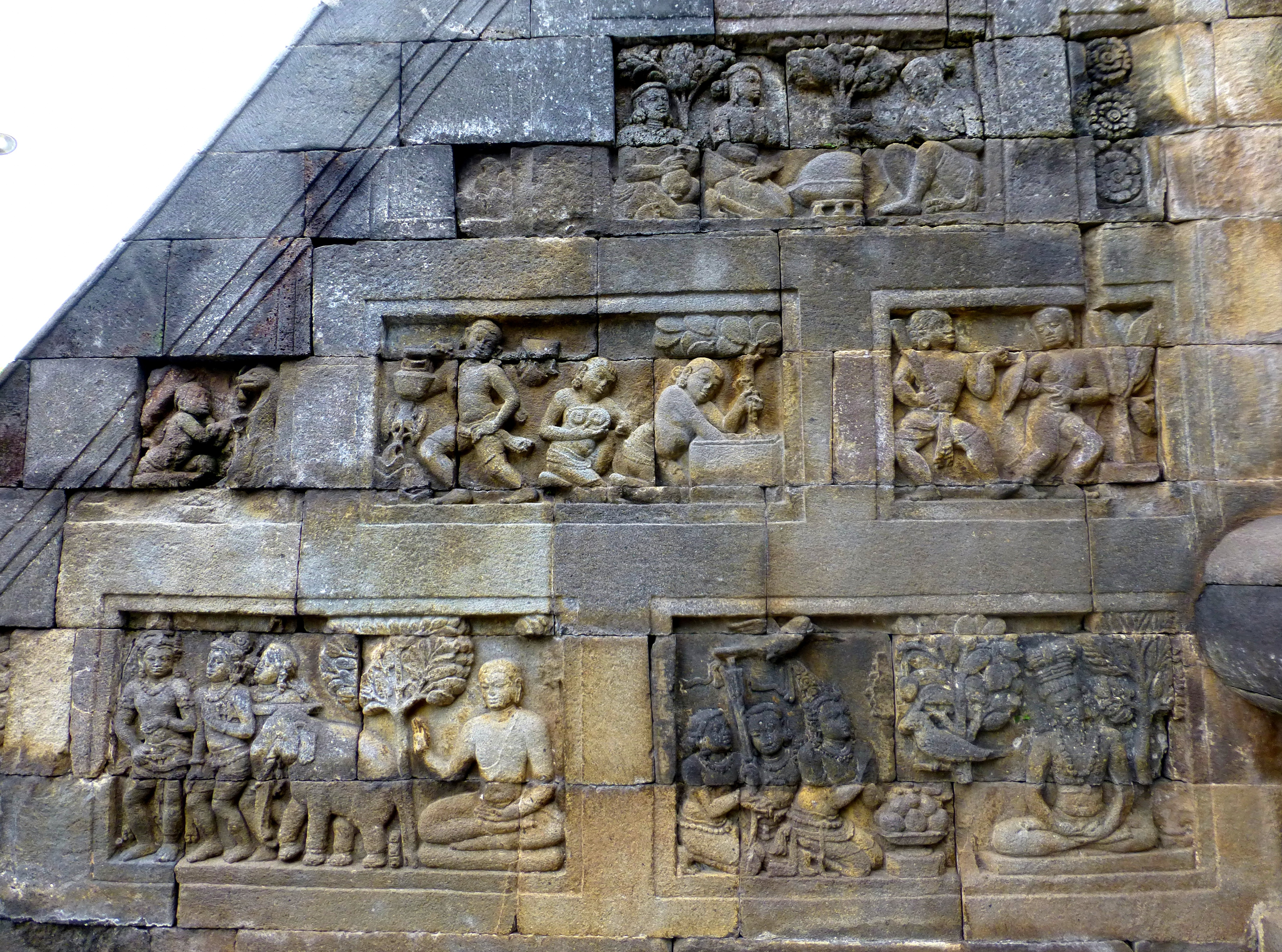
階段南（南西）面の浮き彫り

- 階段南（南西）外壁面の下段右側にある方形の浮き彫りは、「ジャータカ」（Jātakatthavaṇṇanā 第281話）アバンタラ本生譚 (Abbhantara-jātaka) による。オウムが王妃のためのマンゴーを得ようと黄金窟に向かい、困難の末、ついに仙人（英: ascetic）よりマンゴーを得て帰った[26]物語が描かれる[27]。

- 下段左側の方形の浮き彫りは、「ジャータカ」（Jātakatthavaṇṇanā 第409話）ダルハダンマ本生譚 (Daḷhadhamma-jātaka) に関連する。王に仕えて長年活躍した雌のゾウは、老いると蔑視され、人手に渡りひどい労役を負わされた。しかし菩薩により諭された王は改心し、老象の名誉が回復した[28]という説話によるとされる[29]。

- 中段左側の方形の浮き彫りは、「ジャータカ」（Jātakatthavaṇṇanā 第178話）カッチャパ本生譚 (Kacchapa-jātaka) の前部分に比定される。かつて疫病が発生した時、両親が息子に家を離れて逃げるように命じ、その際に宝箱を埋めておくので疫病が収まった後に家に戻るよう伝え、これにより再興を果たしたという。これに対して、住処（すみか）とした場所に執着したために死んだカメの話を伝える[30]。浮き彫りは、この説話の前置きにある逃げ出そうとする息子や箱に宝物を入れる人物を描写するといわれる[31]。

- 中段左端の小さい三角の浮き彫りは、「ジャータカ」（Jātakatthavaṇṇanā 第253話）マニカンタ本生譚 (Maṇikaṇṭha-jātaka) による。ヘビのマニカンタは青年に変身して苦行僧（英: hermit）の親友になったが、相手がヘビと知った苦行僧は怖くなり、兄の助言を得て、ヘビの大切な宝珠（マニ）を再三要求したことによりついに現れなくなったという[32]。施しを求めすぎると相手は恐れて逃げてしまうことを説くこの話に見られる青年とヘビが描かれる[33]。

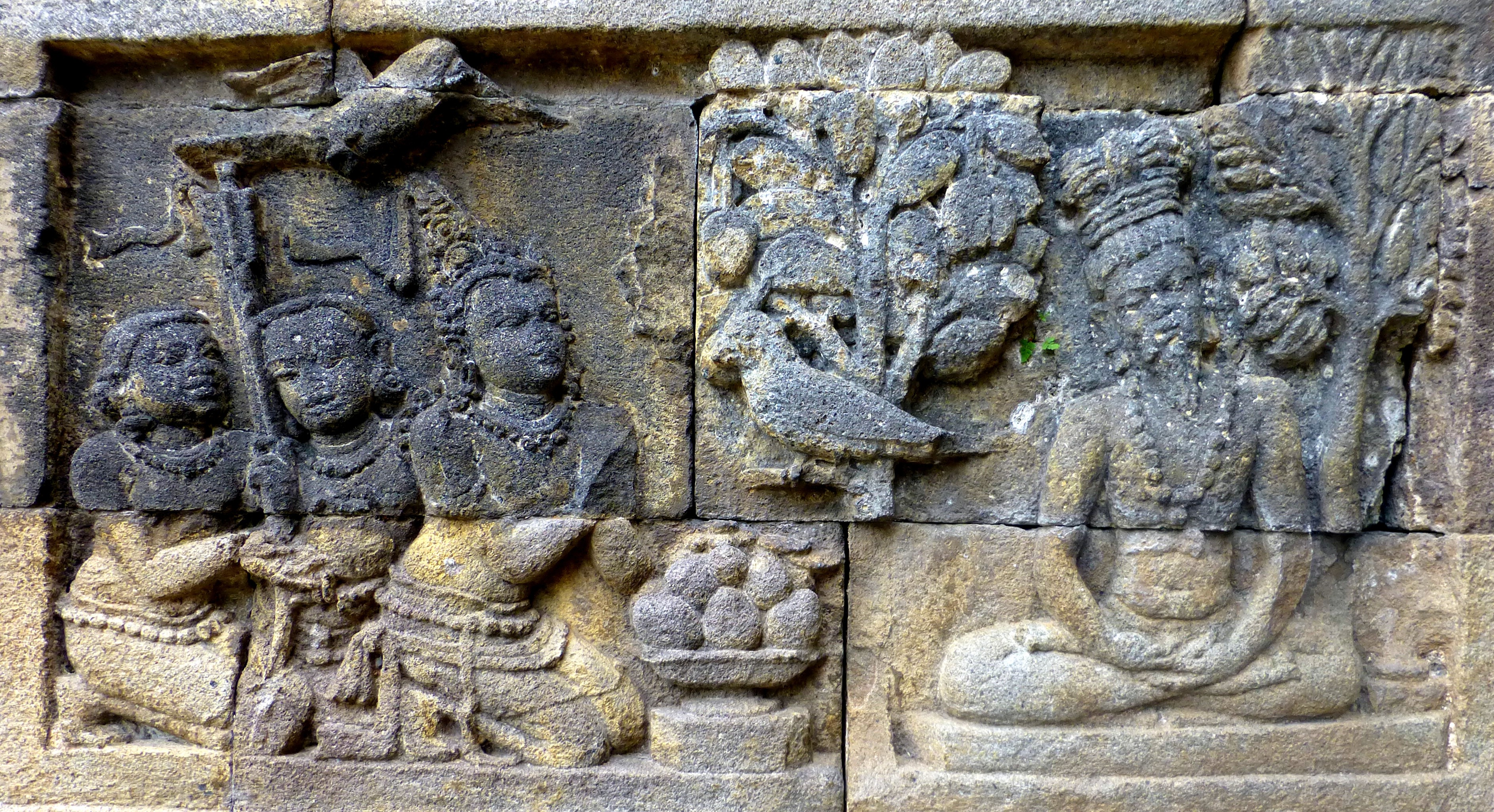
アバンタラ本生譚
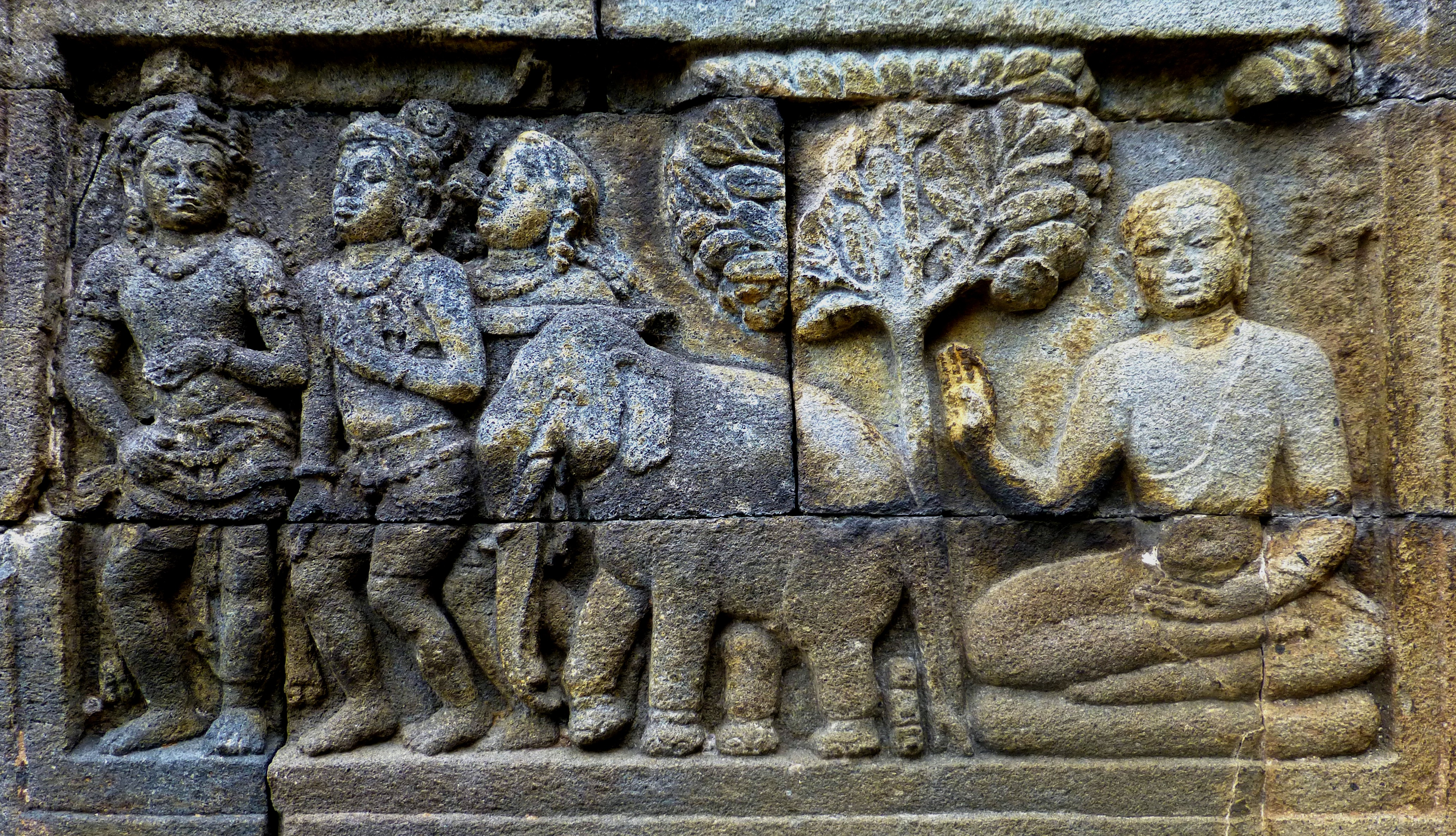
ダルハダンマ本生譚
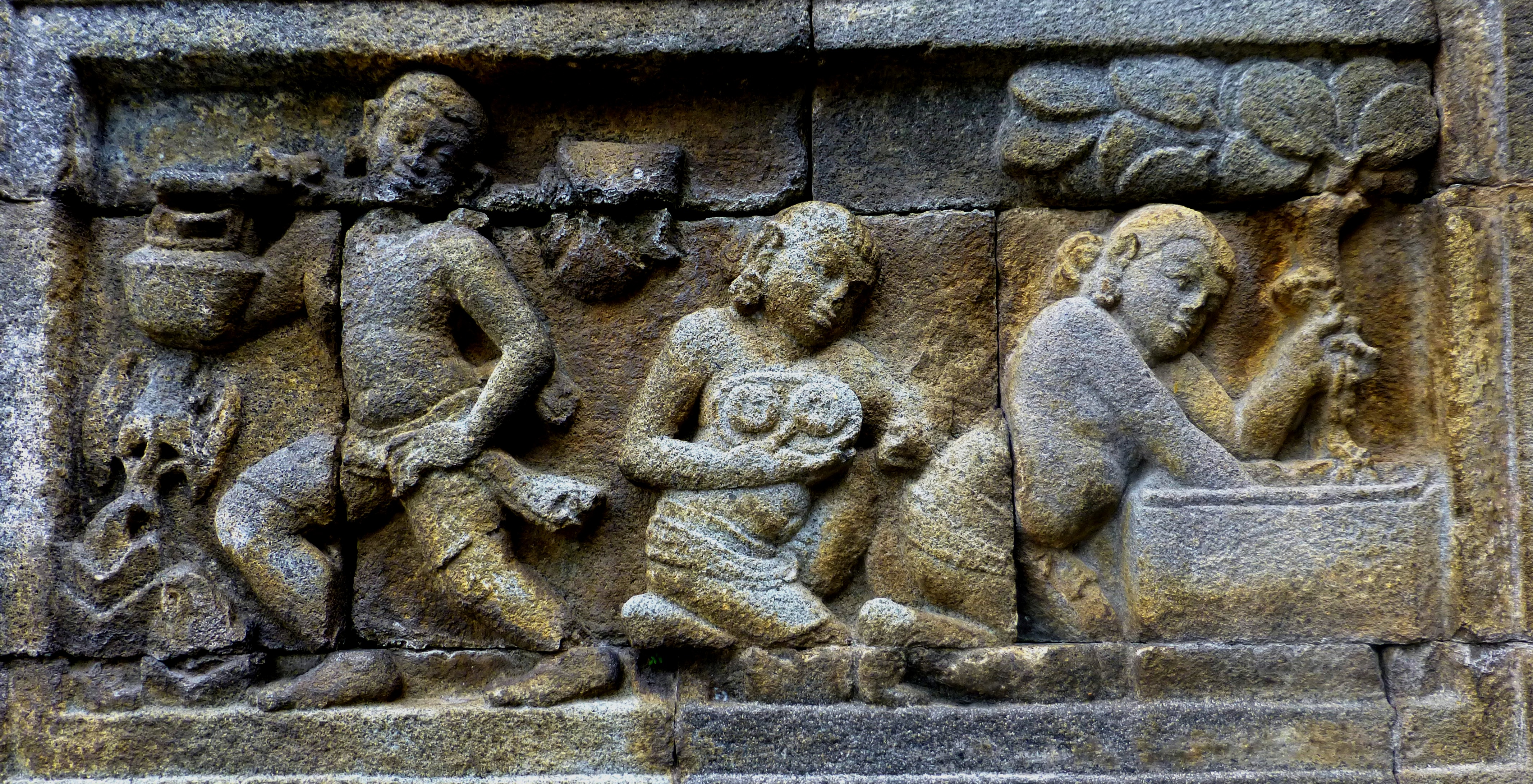
カッチャパ本生譚

#### 階段北東壁面

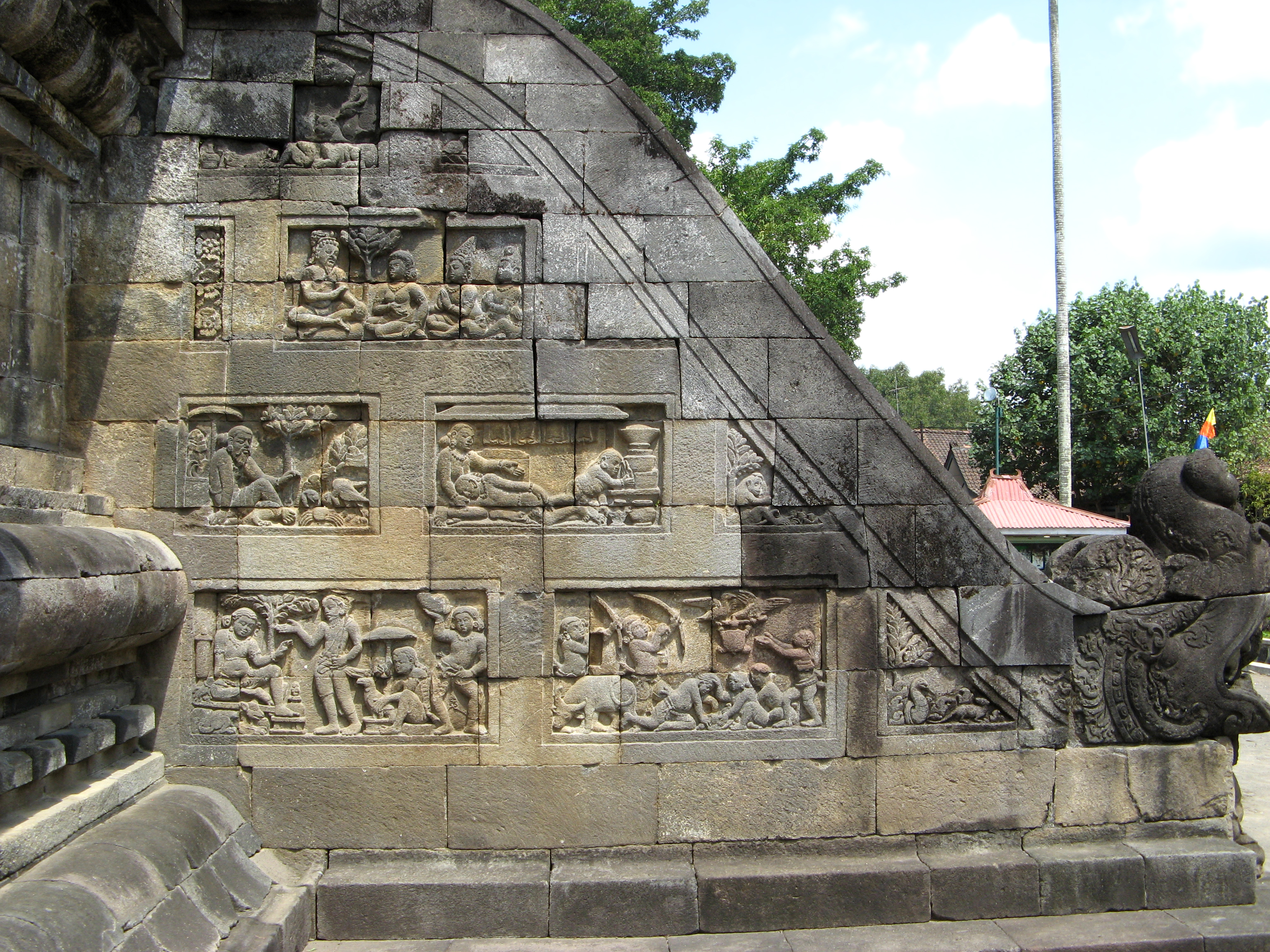
階段北（北東）面の浮き彫り

- 階段の北（北東）面の下から2段目左側の方形の浮き彫りは、「ジャータカ」（Jātakatthavaṇṇanā 第389話）スヴァンナカカタ本生譚 (Suvaṇṇakakkaṭa-jātaka) による。バラモン僧と近くに住むカニが信頼し合うようになり、バラモン僧に危害を加えようとするカラスやヘビを退治する[34]。このバラモン僧（釈迦の前世）とカニの物語が描かれる[35]。

- 下から2段目右端の三角の浮き彫りは、「ジャータカ」（Jātakatthavaṇṇanā 第176話）カラヤ・ムティ本生譚 (Kalāyamuṭṭhi-jātaka) とされる。サルが盗んだ豆を食べていた時、手から落ちた1粒の豆を探そうとして手に入れた豆を全て落としてしまった[36]。わずかなことにとらわれて逆に多くを失ったこのサルの姿を描いたといわれる[37]。

- 最下段右側の方形の浮き彫りは、『旧雑譬喩経』の物語に見られる。昔、日照りにより湖水が干上がり、そこに住むカメが窮したことを知った鳥が救いの棒をカメに渡して連れ去ろうしたが、途中、カメは約束を守らず「どこに行くのか」と口を開いたために落ちて死んだという。この説話より、棒を咥えてそれにつかまるカメと、下には子らにつかまえられるカメが描かれる[38]。

- 下から2段目右側の方形の浮き彫りは、「ボージャ物語」によるものとされる。火に触れようとする子供をどうしても救いたい母親の気持ちが火神アグニ（火天）に伝わり、子供が火に触れるも火神の加護により無事であったといわれる。浮き彫りには、子供が鍋が置かれた火元に触れようとして手を寄せており、夫を寝かせた母親が子供を止めようと左手を差し出していさめる姿が描写されている[39]。

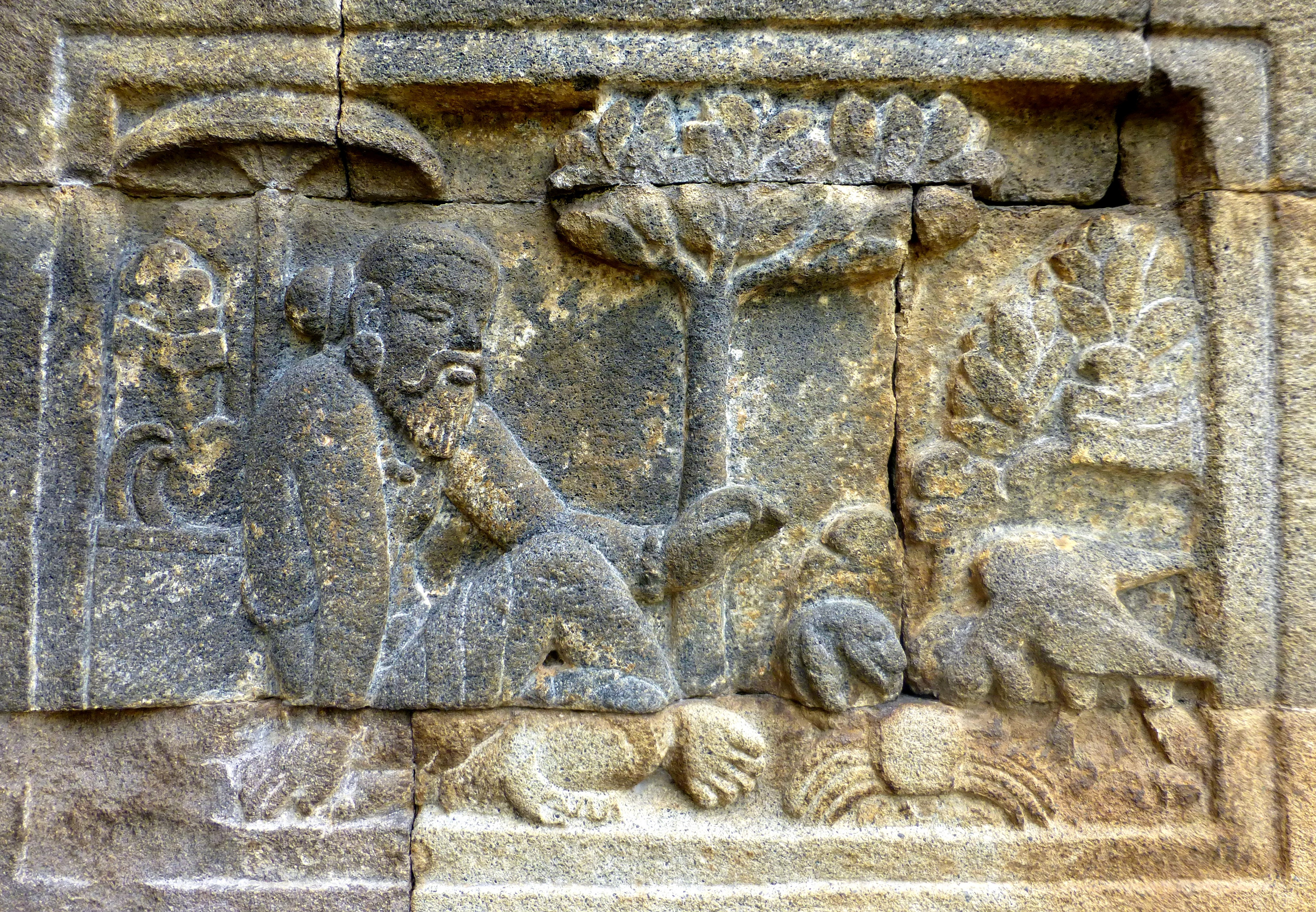
スヴァンナカカタ本生譚
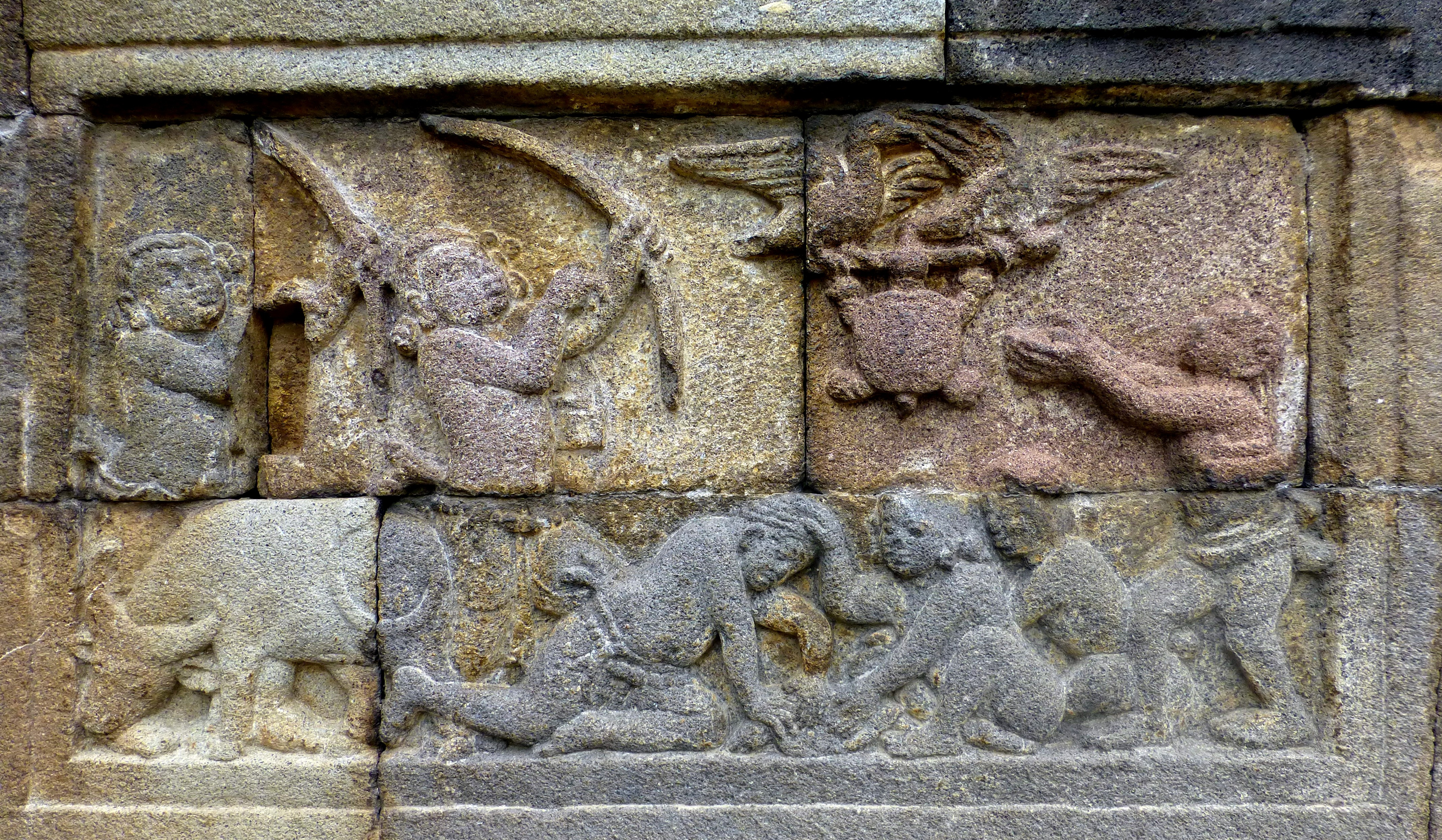
『旧雑譬喩経』鳥と亀の説話
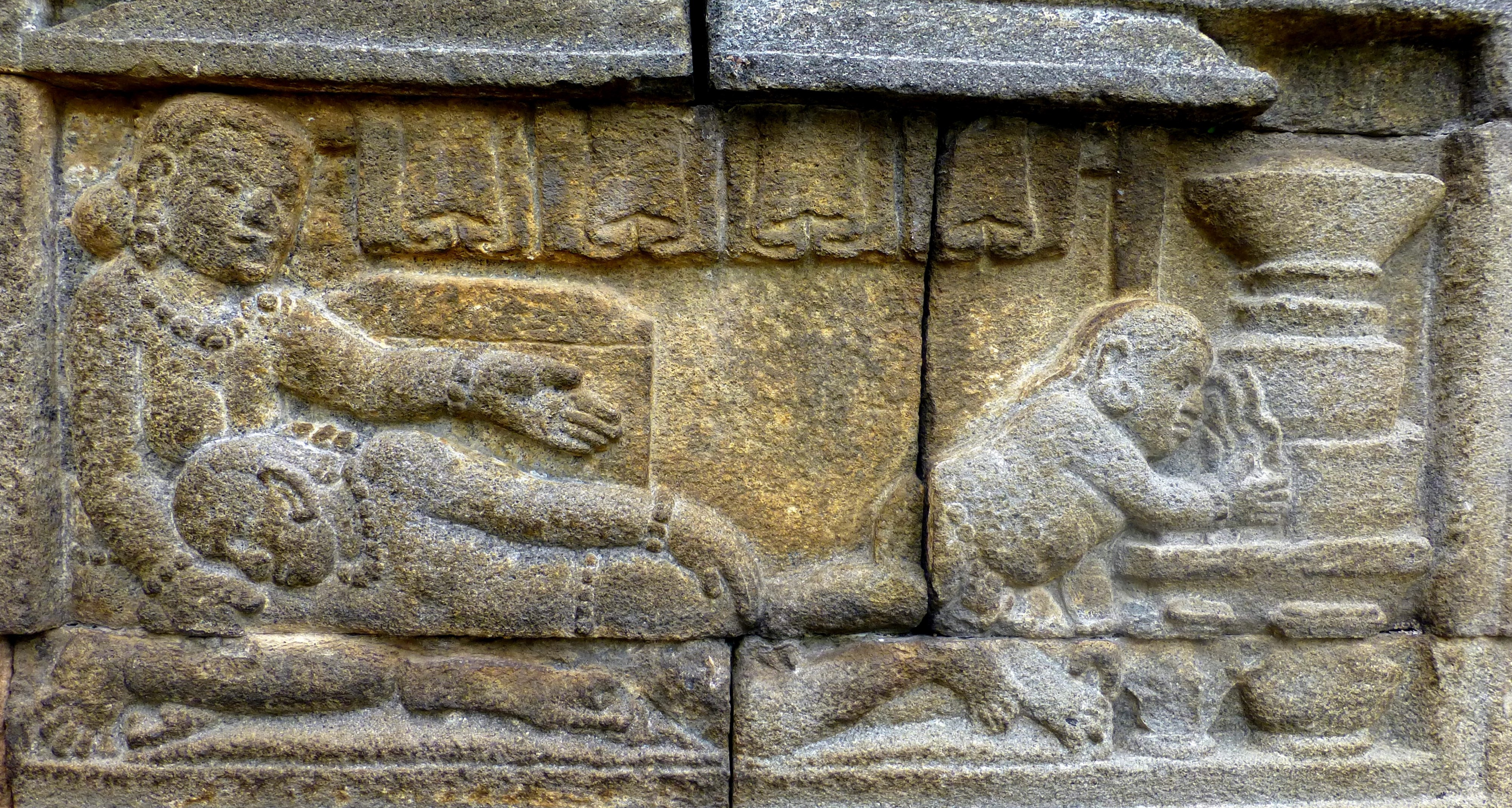
「ボージャ物語」火が子を守る話

### 八大菩薩
寺院の壁体を囲む方形の欄干（欄楯、らんじゅん）は、寺院を時計回りに周行する右饒（うにょう〈プラダクシナ、pradakshina〉) の巡礼の礼法を行うためにあった。その外壁にある菩薩（ボーディサッタ）の8体の仏教尊像（八大菩薩）の浮き彫りの比定については諸説あるが、虚空蔵菩薩、弥勒菩薩、除蓋障菩薩（じょがいしょうぼさつ）、地蔵菩薩、金剛手菩薩、文殊菩薩（曼珠室利菩薩）、普賢菩薩、蓮華手菩薩（れんげしゅぼさつ〈観音菩薩〉）が装飾され、およそ密教の八大菩薩曼荼羅をもとに形成されている。ただし北西正面入口の右側の立像は欠損が激しく下部のみが残存する。
|            | 北西正面 左 | 北東面 右 | 北東面 左 | 南東面 右 | 南東面 左 | 南西面 右 | 南西面 左 | 北西正面 右    |
| ---------- | ----------- | --------- | --------- | --------- | --------- | --------- | --------- | -------------- |
| フーシェ   | 弥勒        | 弥勒      | 文殊      | 金剛手    | 金剛手    | 文殊      | 弥勒      | 弥勒           |
| スディマン | 除蓋障      | 弥勒      | 虚空蔵    | 地蔵      | 金剛手    | 文殊      | 普賢      | 蓮華手         |
| チャンドラ | 除蓋障      | 弥勒      | 普賢      | 地蔵      | 金剛手    | 文殊      | 虚空蔵    | 観音           |
| 宇治谷     | 除蓋障      | 弥勒      | 普賢      | 地蔵      | 金剛手    | 文殊      | 虚空蔵    | 蓮華手         |
| 松長       | 虚空蔵      | 弥勒      | 観音      | 地蔵      | 金剛手    | 文殊      | 普賢      | 除蓋障         |
| 伊東       | 虚空蔵      | 弥勒      | 除蓋障    | 地蔵      | 金剛手    | 文殊      | 普賢      | 観音（蓮華手） |

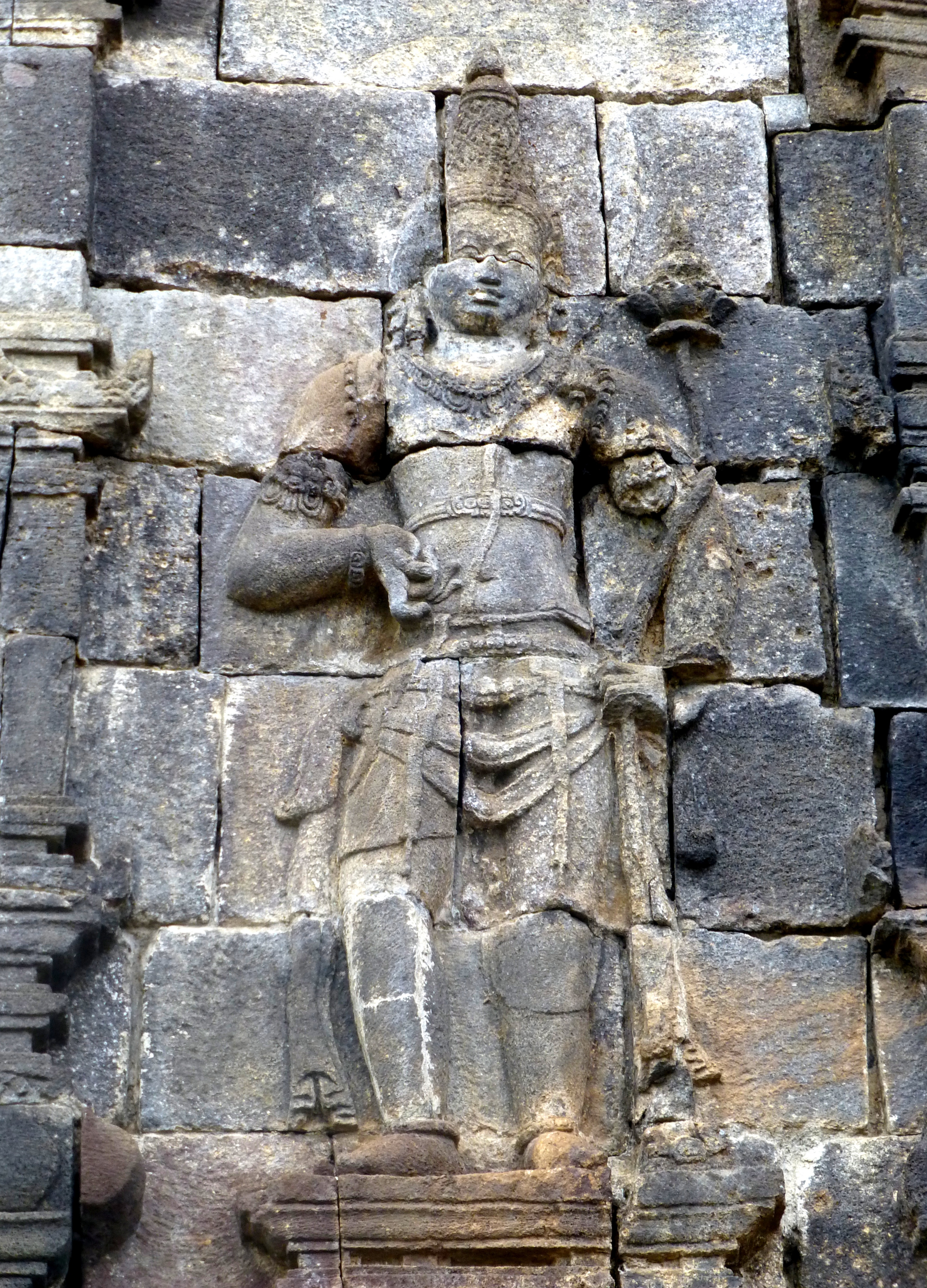
北西正面 左像
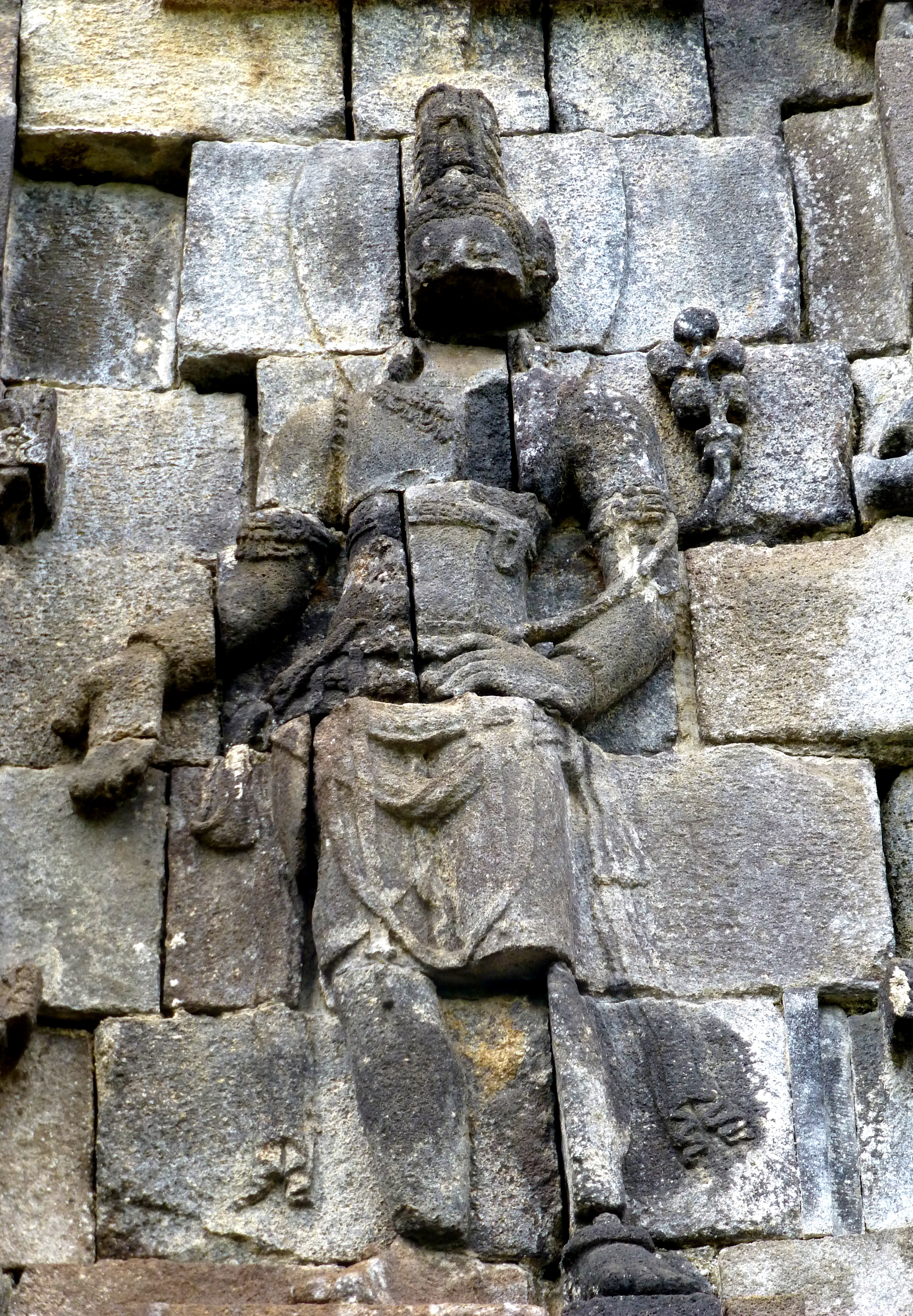
北東面 右像 - 宝冠中仏塔 - 右手与願印 - 左手龍華樹

* 左手蓮華上宝珠
- 北東面 右像
* 宝冠中仏塔
* 右手与願印
* 左手龍華樹
- 北東面 左像
* 右手与願印
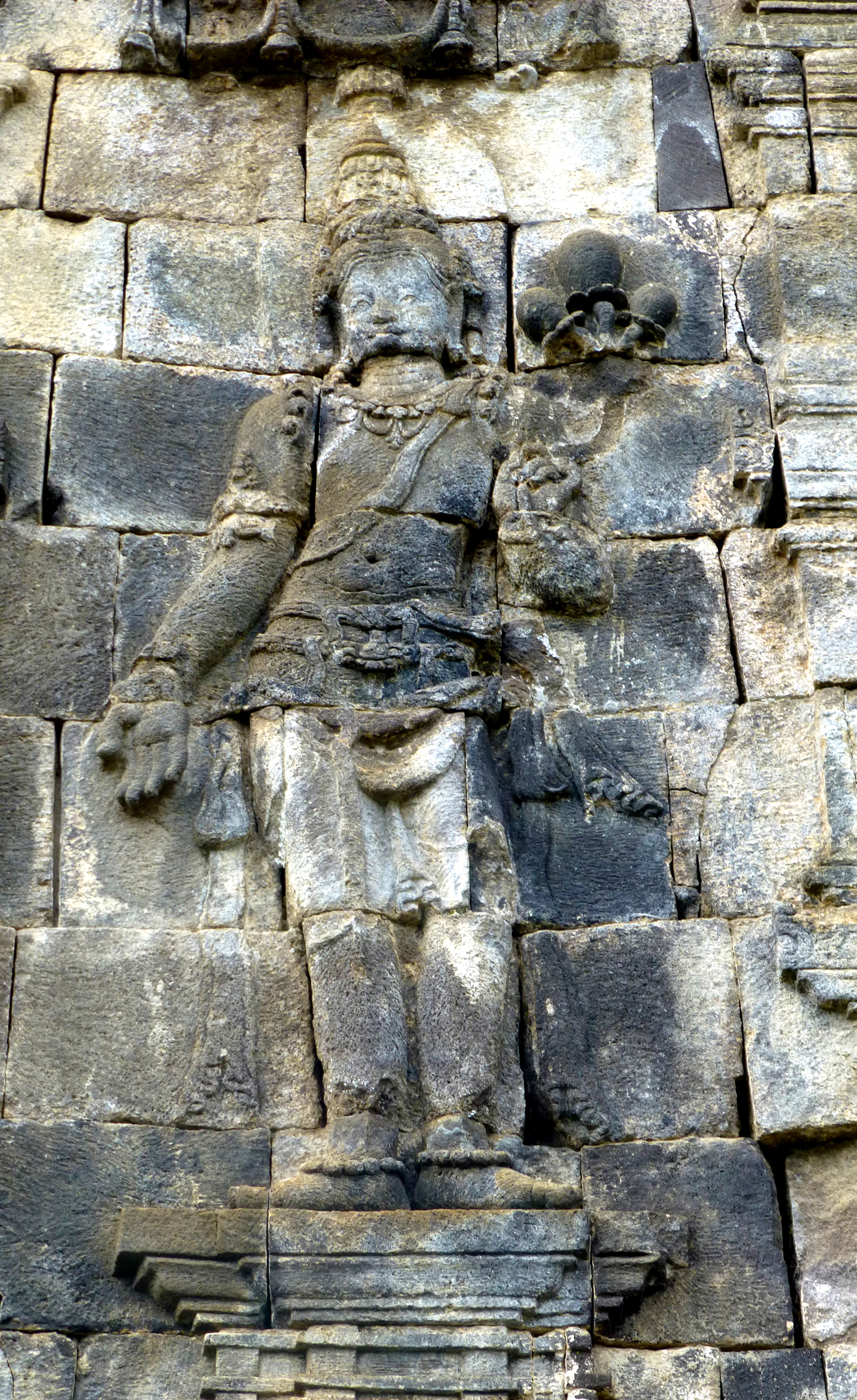
左手蕾状華 （未開敷蓮華）
- 南東面 右像
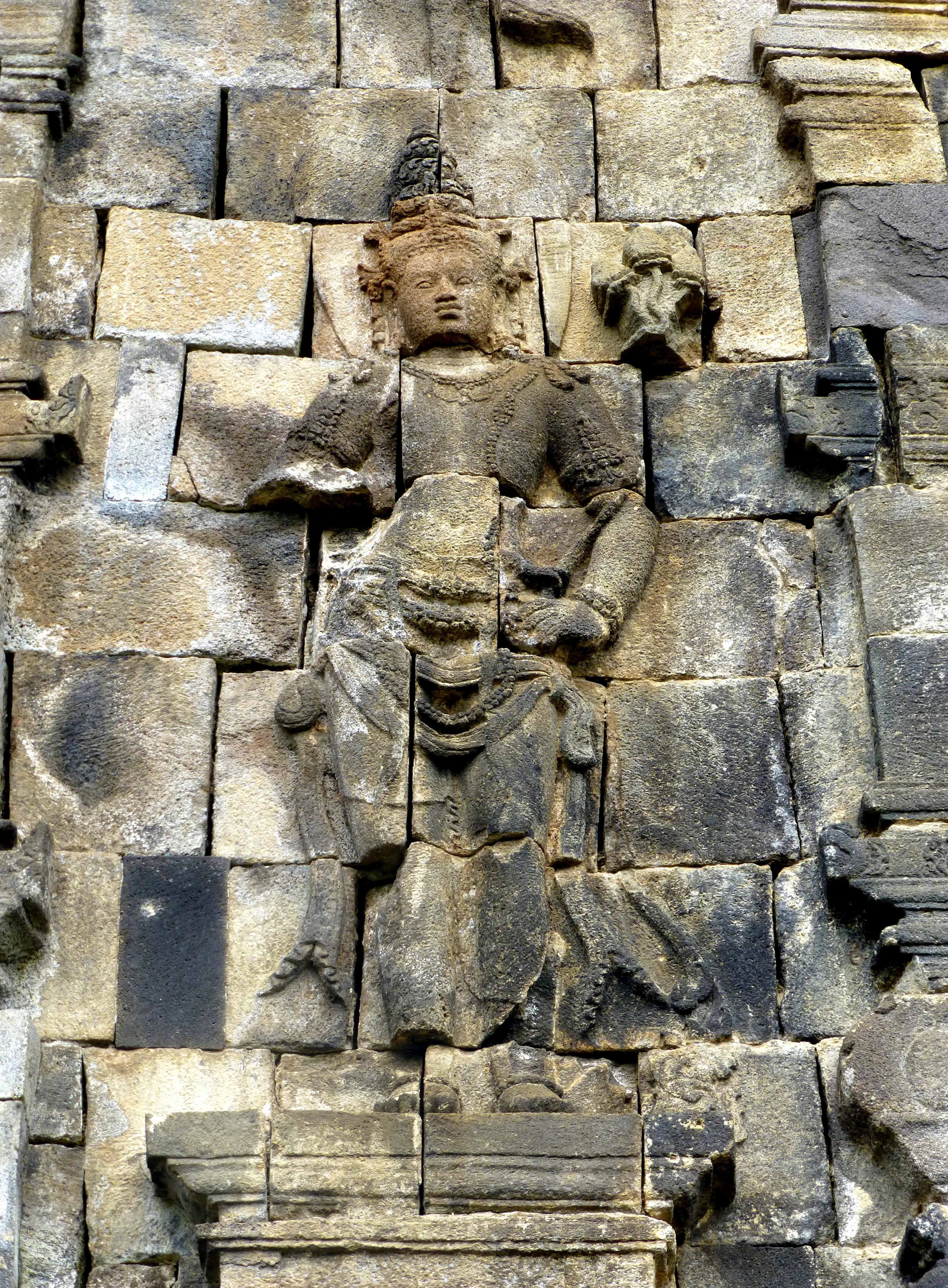
左手カルパヴリクシャ（英語版）または蓮華上宝珠
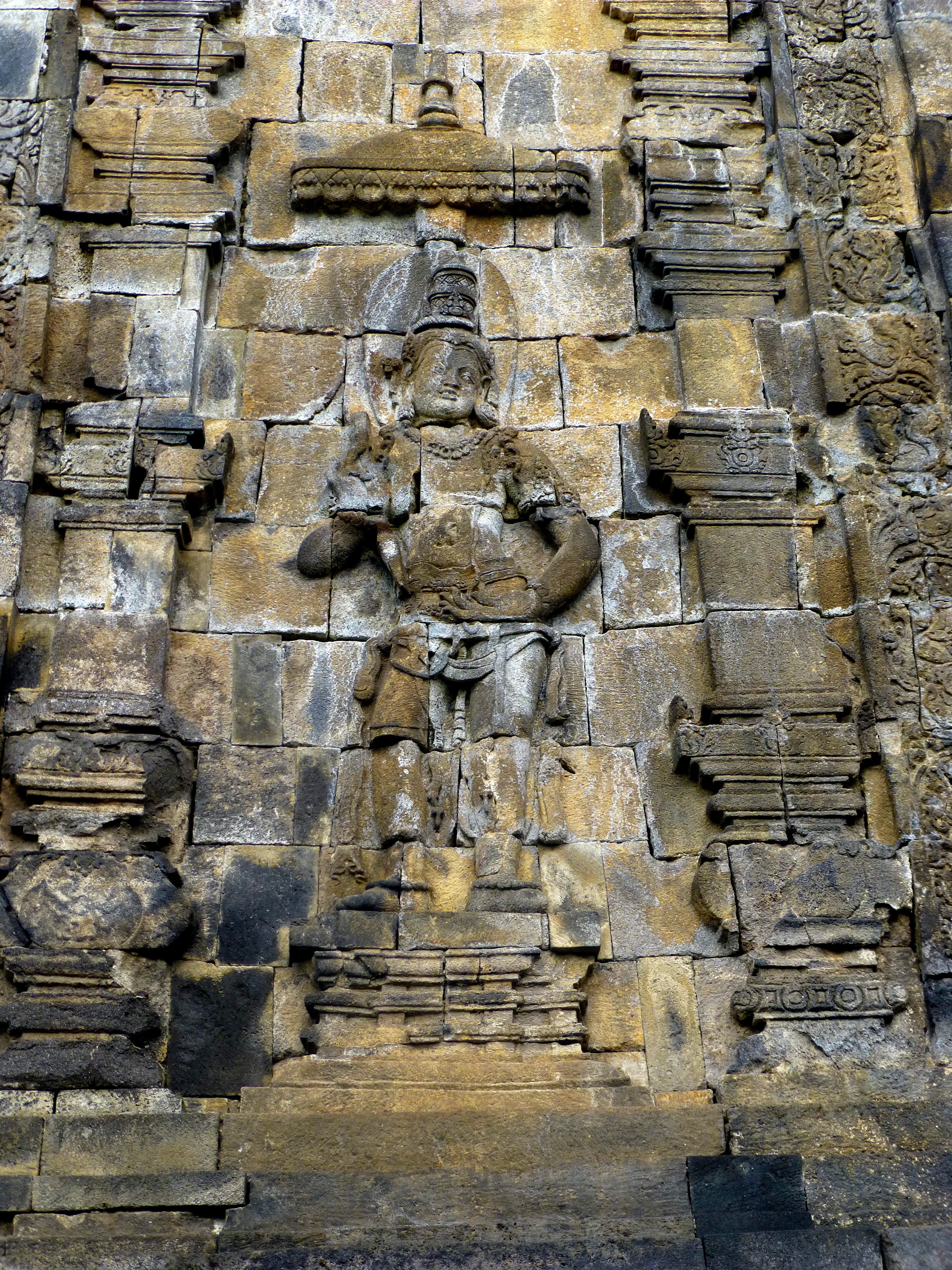
南東面 左像 - 右手金剛杵

- 南東面 左像
* 右手金剛杵
- 南西面 右像
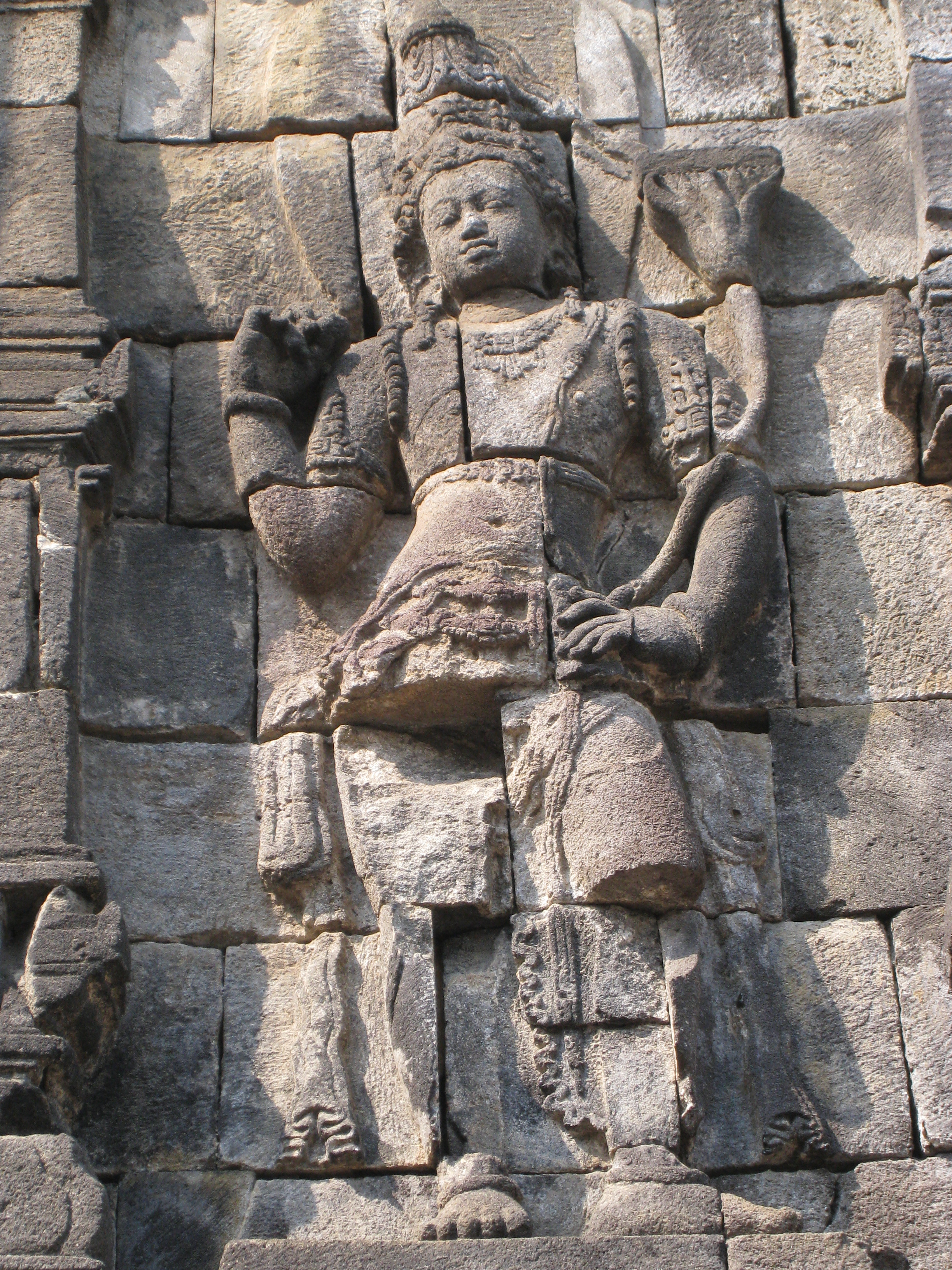
左手青蓮華（ウトパラ（英語版））上梵莢
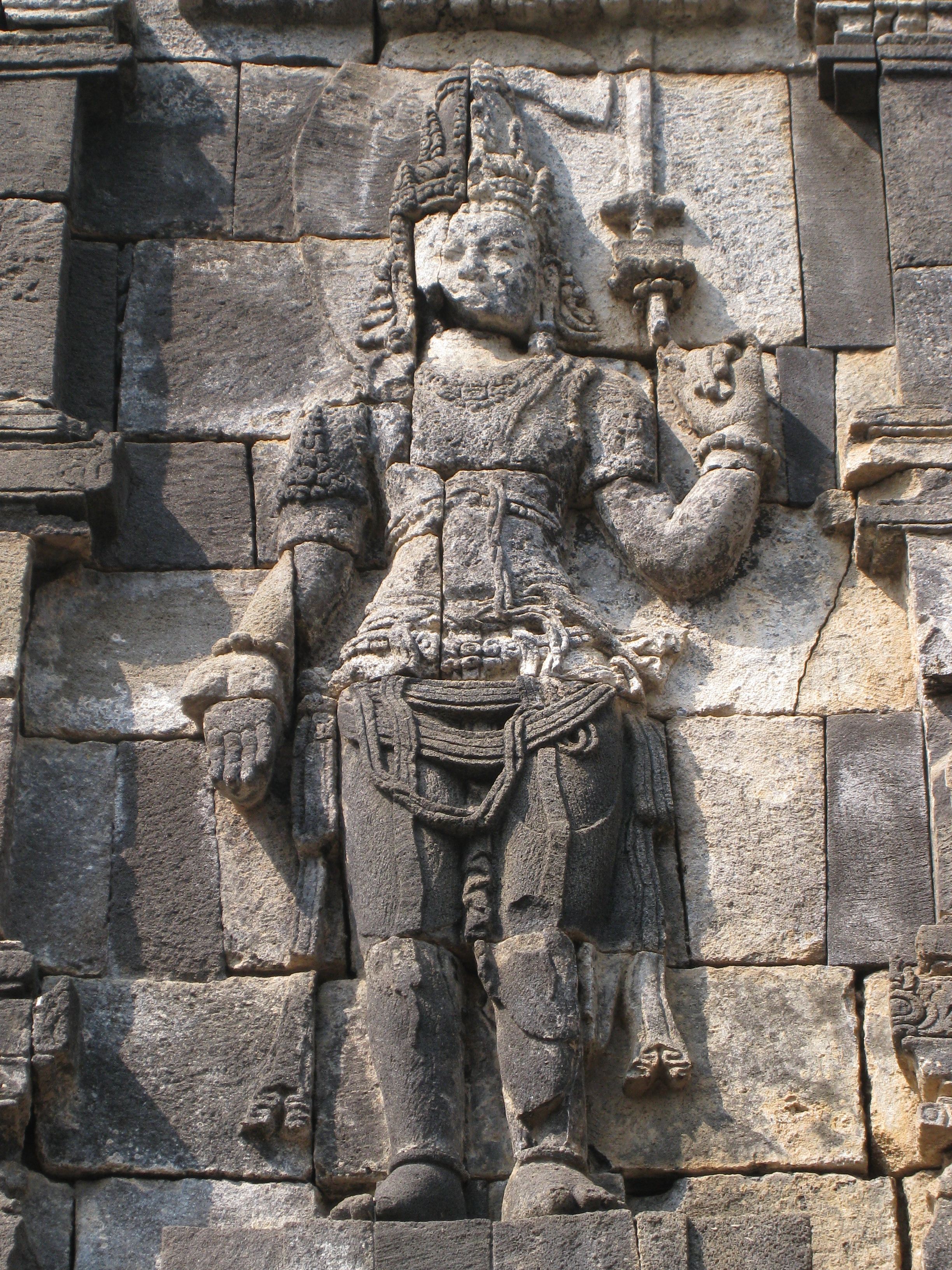
南西面 左像 - 右手与願印 - 左手蓮華上刀剣

- 南西面 左像
* 右手与願印
* 左手蓮華上刀剣

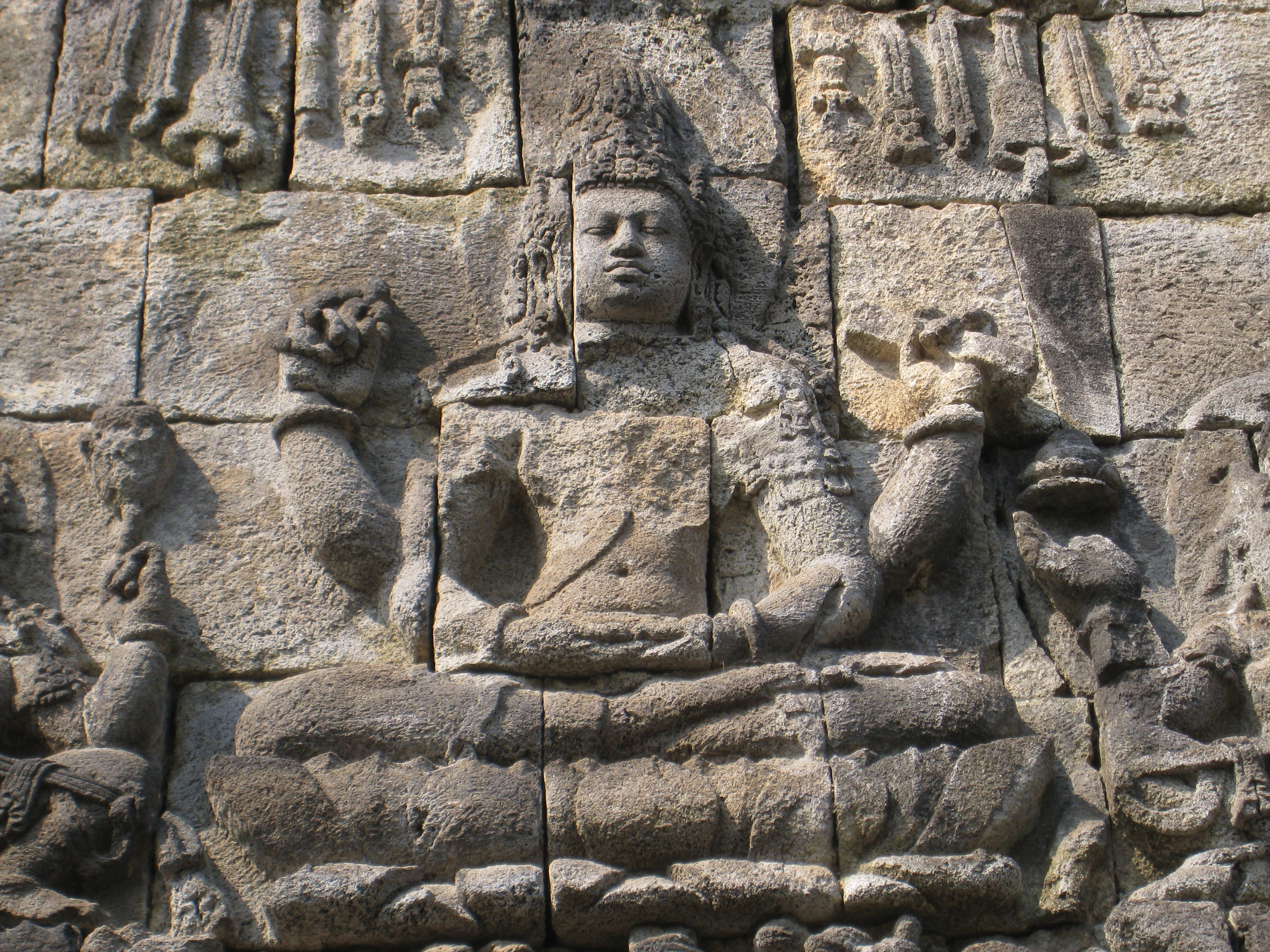
多羅菩薩（般若波羅蜜多）像

正面以外の3方の外壁面には、高さ2.7メートル、幅3.5メートルにおよぶ浮き彫りがあり、北東面に准胝観音、南東面に観音菩薩、南西面に多羅菩薩（般若波羅蜜多とも）とされる彫像がそれぞれ刻まれている。

### 前房内壁

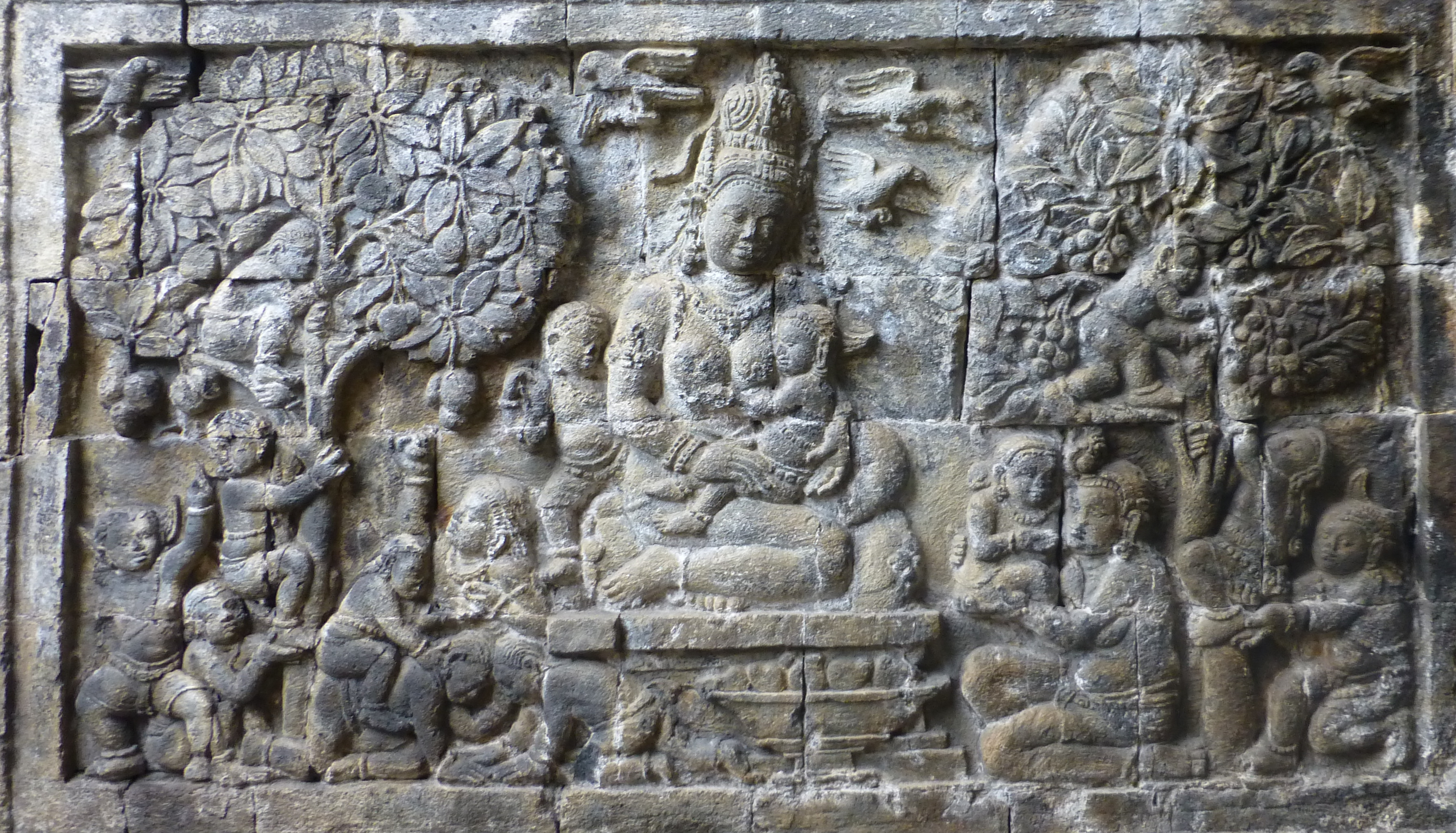
鬼子母神（ハーリティー）

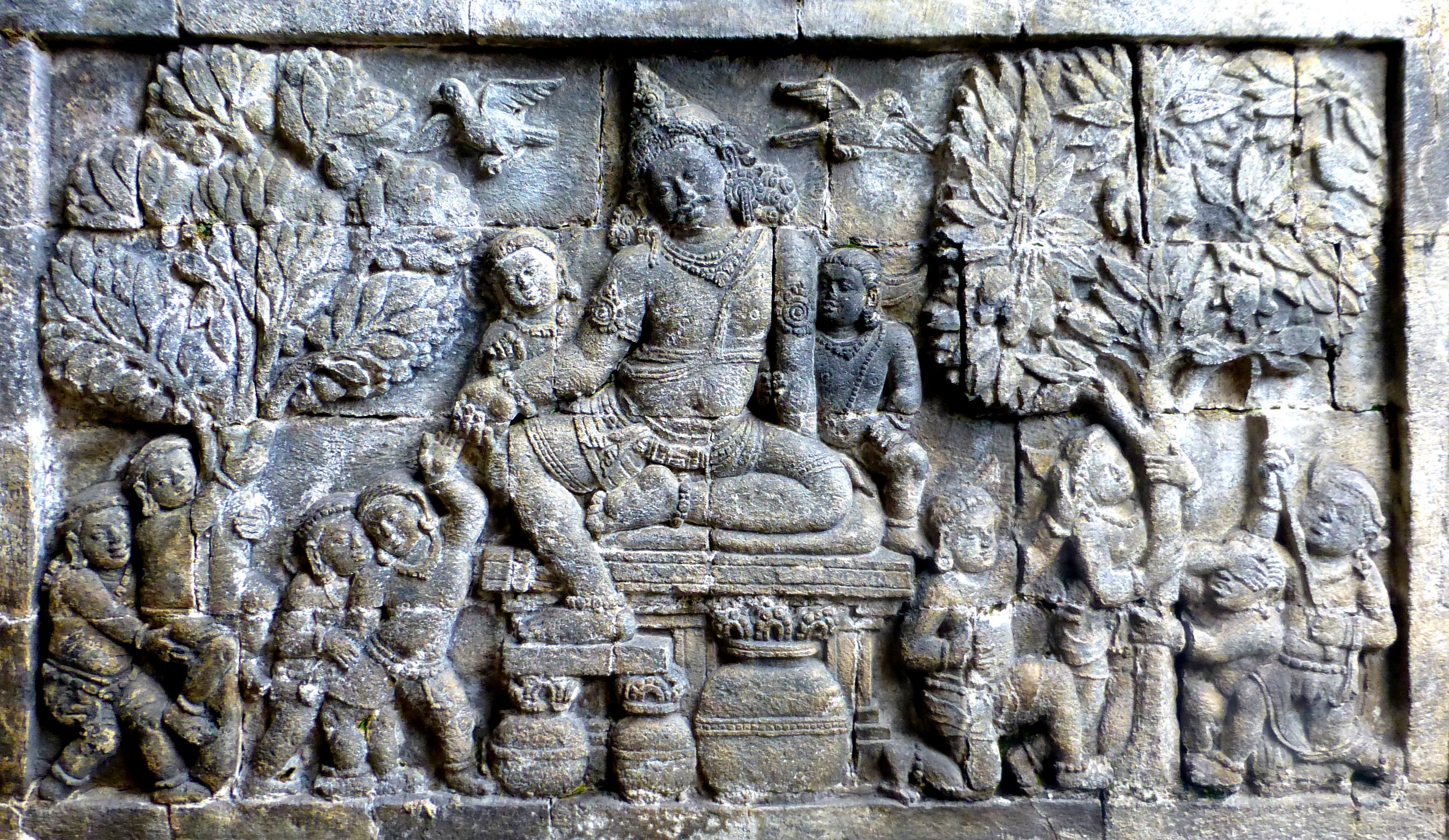
毘沙門天（クベーラ）

かつての寺院には2房の部屋があり、前面の小室と中央に大きな主室を備えていたが、前室の前壁の屋蓋（屋根）および壁面の一部が欠損しており、おそらくはちょうどサジワン寺院（チャンディ・サジワン、尼: Candi Sojiwan）のものと同じような形と大きさの仏塔（ストゥーパ）飾りがあったと考えられる。前房の内側壁には、子供たちに囲まれた鬼子母神（女神ハーリティー）とその反対側に毘沙門天（富・財宝の神クベーラ〈パーンチカ、ヤクシャとも〉）の浮き彫りが装飾され、天空を飛ぶデヴァター（天人像）や、カルパタルの樹（カルパヴリクシャ、如意樹）も描かれている。

### 釈迦三尊

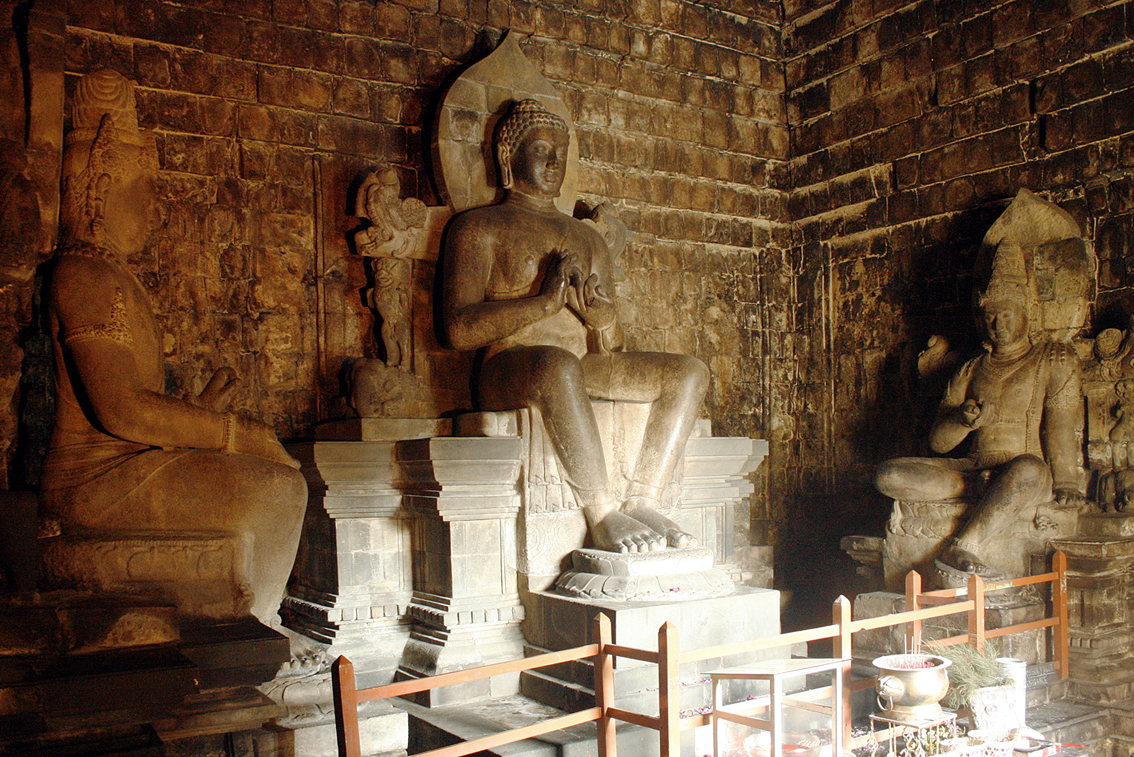
ムンドゥット寺院の釈迦三尊像
釈迦牟尼仏像（中央）
観音菩薩像（左）、金剛手菩薩像（右）

主室（内陣）には3体の大きな石造の彫像が安置されている。中尊である高さ3メートルの釈迦牟尼仏（大日如来、毘盧遮那仏、阿弥陀如来とも）像は、帰依者を身業（しんごう）から解放するもので、脇侍である左の観音菩薩（蓮華手菩薩）像は口業（くごう）から解放し、同じく右の金剛手菩薩（文殊菩薩、勢至菩薩とも）像は意業（いごう）から解放するものとされる。通説として右の脇侍像は観音菩薩とされるが、これら三尊像の比定については諸説ある。なかでもマレー半島で発見された西暦775年のリゴール碑文に、シャイレーンドラ朝の王により、釈迦牟尼仏・蓮華手菩薩・金剛手菩薩を祀る寺院の建立が記されることから、これらの尊像とする説が有力である、
三尊像は、インドのアジャンター石窟や、とりわけエローラ石窟に見られる仏尊像の様式と類似しており、グプタ美術のグプタ朝後期の様式の流れをくむものである。また、三尊像の同様の配置は、プラオサン寺院（チャンディ・プラオサン、尼: Candi Plaosan）の北プラオサン南主堂の中央内陣に安置されていた三尊像にも認められる。
安山岩に彫られた中尊の釈迦牟尼仏は、椅子（方形の台座）に腰を掛けて両足を下ろした倚像（いぞう）であり、両足を蓮華（ハス）の花にのせている。法輪（車輪）を回す初転法輪の印相（転法輪印〈説法印〉）を結んでいることにより、鹿野苑（ろくやおん〈サールナート〉）で説法をする姿を示すものとされる。
脇侍の石造菩薩像はいずれも高さ約2.5メートル (2.4m) で、ともに片足を下ろした遊戯坐像（ゆげざぞう）である。左の観音菩薩像は、右手にさまざまな願いをかなえる与願印（施与印）を見せており、左手は蓮華を持とうとする形を示している。また、頭上正面に化仏（けぶつ〈仏形〉）が彫られる。
右の金剛手菩薩像は、左手を下の蓮華座に伸ばしており（地面につけた触地印〈そくちいん〉）、右手は掌を上に向けて金剛杵をのせる形を表している。現存する石像は中尊および脇待2体であるが、かつては金剛界曼荼羅を形成するものとして7体の仏像が祠堂内に安置されていたともいわれる。

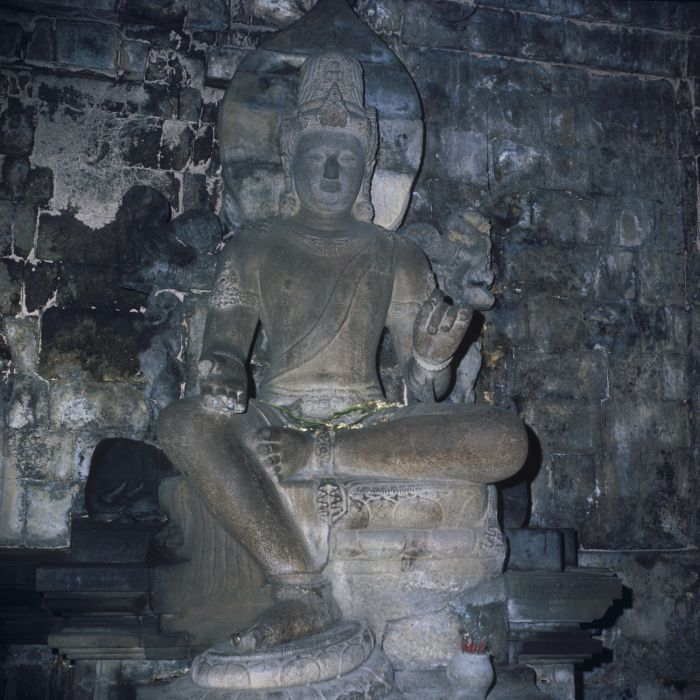
観音菩薩像
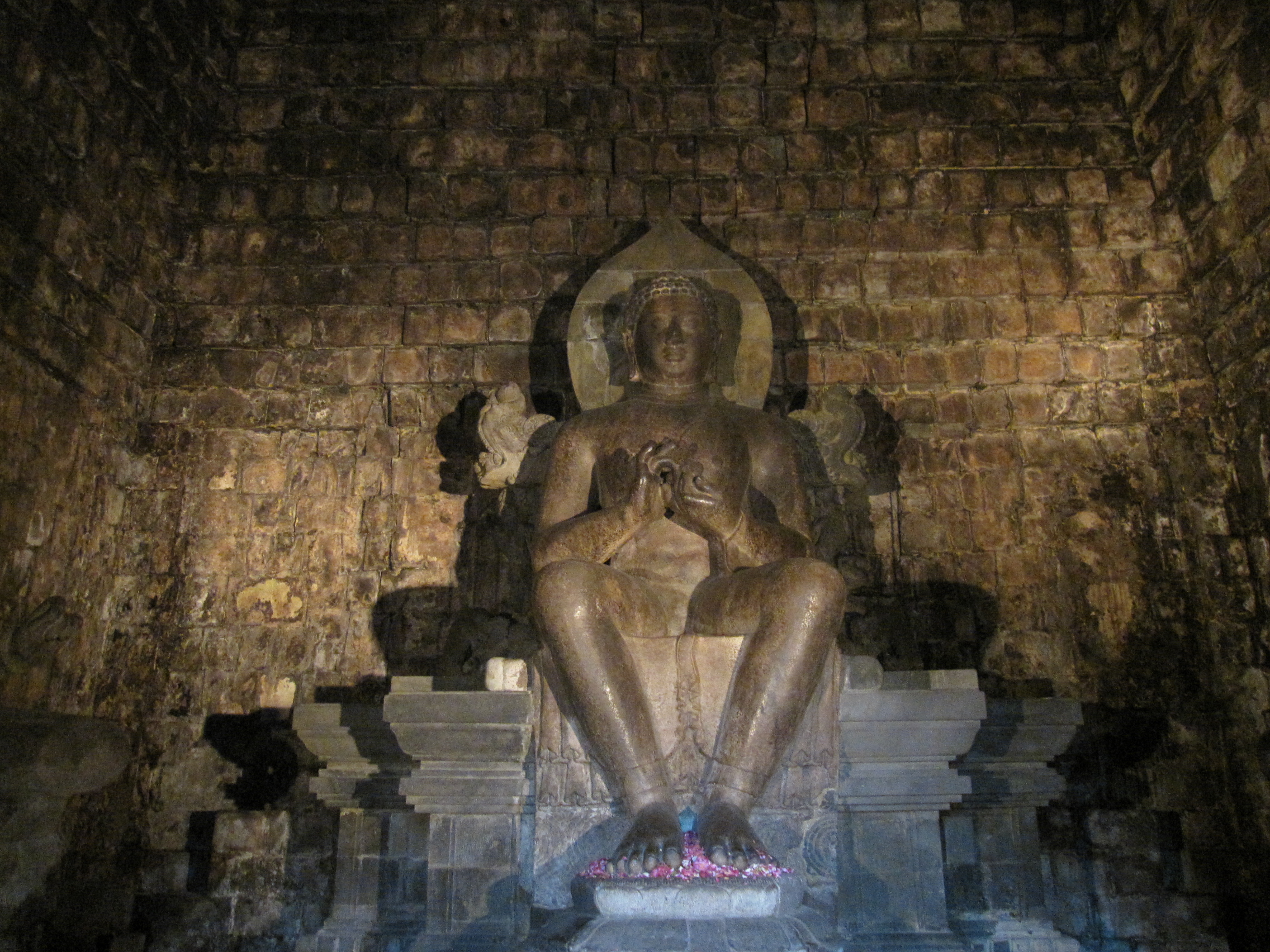
釈迦牟尼仏像
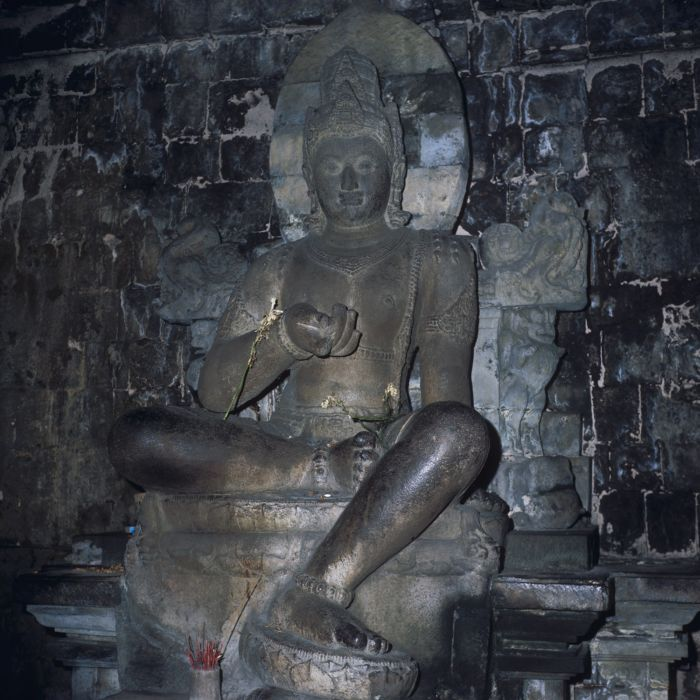
金剛手菩薩像

## 祭祀・祈願
5月ないし6月の満月となる日に、インドネシアの仏教徒は、毎年ウェーサーカ祭においてムンドゥット寺院からパウォン寺院を経てボロブドゥール寺院までおよそ4キロメートルの道のりを歩いて参拝する。典礼は、仏教祈願者が大集団となり、右饒（プラダクシナ）の礼法により寺院を周行する。
伝統的なケジャウェン（ジャワ民族宗教）や仏教徒にとって、ムンドゥット寺院における祈願は、病気からの救済といった願いをかなえるものと信じられている。例えば子供のない夫婦は、子供が授かるように、伝統的なジャワの信仰において妊娠、母性の守護の象徴かつ子供の保護者である鬼子母神（ハーリティー）の浮き彫りに祈願する。

## ムンドゥット仏教僧院

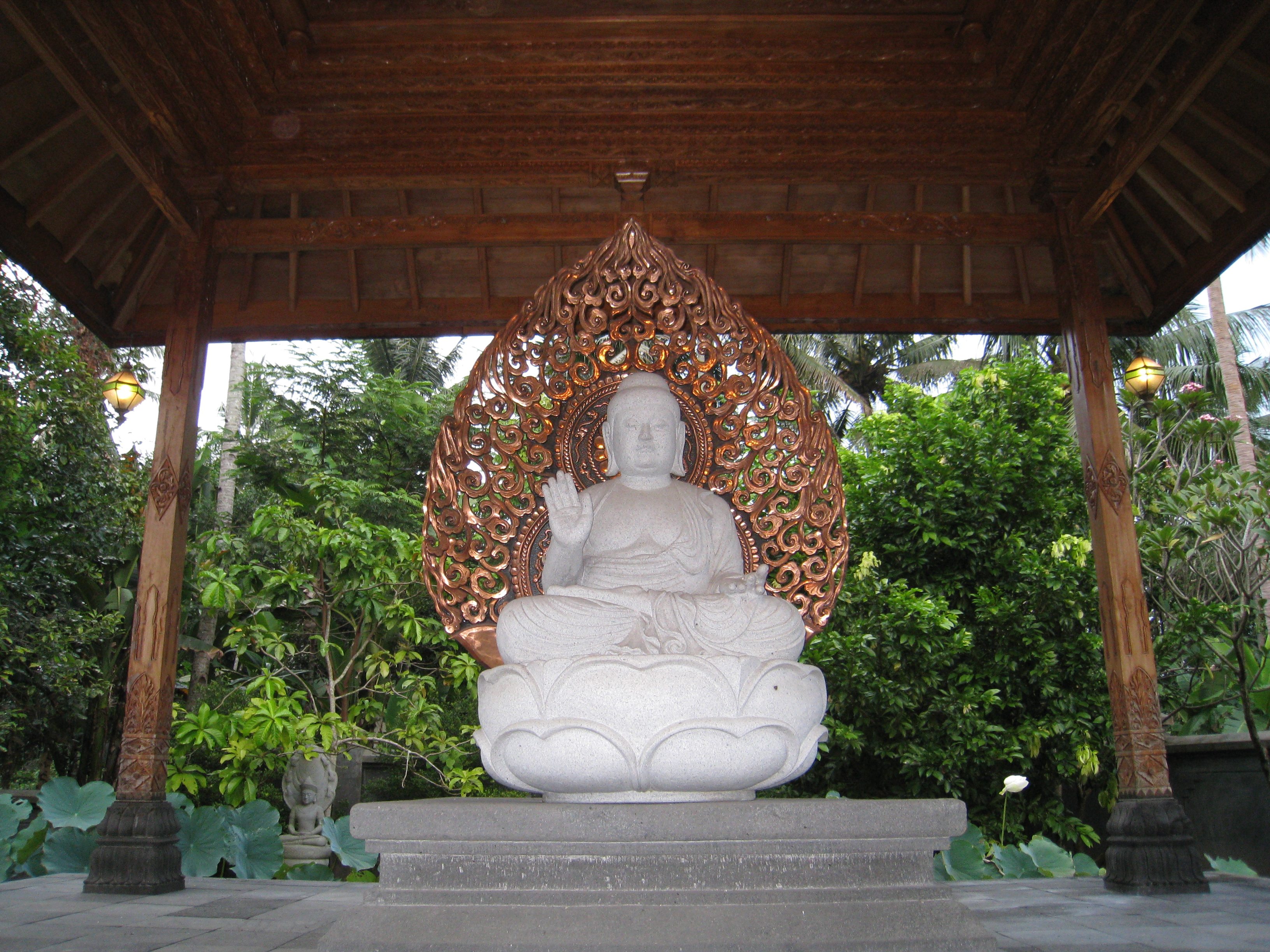
ムンドゥット仏教僧院の釈迦牟尼坐像

ムンドゥット寺院遺跡の寺苑のすぐ外側には、ムンドゥット仏教僧院（尼: Wihara Buddha Mendut、ムンドゥット・モナストリー、英: Mendut Buddhist Monastery）がある。この仏教僧院（ウィハーラ、尼: Wihara）は、かつてカトリックの僧院であったが、1950年代に人の手に渡るようになると、仏教団体により土地が買われ、仏教僧院が創設された。当初は竹材による粗末な建物であったが、1994年より徐々に改築され、およそ1ヘクタールを占める仏教僧院の境内には、蓮池や菩提樹の茂る庭、寮、および仏塔（ストゥーパ）群や菩薩立像などがある。そのほかプンドポ（尼: Pendopo）様式の屋根を架した小堂に1体の釈迦牟尼仏像があり、この御影石（花崗岩）による坐像は、2002年に日本の寺院より寄贈されたものである。また、ムンドゥット寺院遺跡は、政府により管理・保全がなされているが、年に数回、この僧院による祭祀が行なわれている。